# Charles Gruet
Pour les articles homonymes, voir Gruet.
Charles Gruet, né le 2 août 1844 à Bordeaux (Gironde) et mort le 6 août 1928 dans la même ville. Il est le maire de Bordeaux de 1912 à 1919. Républicain convaincu, il gère habilement la période difficile de la Première Guerre mondiale.

## Biographie
Charles Gruet est né à Bordeaux et fait ses études au lycée Michel-Montaigne. Il est le fils de Georges Fréderic Gruet, alors âgé de 53 ans, gérant d'une importante droguerie, et de Marie Négrié. Après son mariage en 1868, il administre l'entreprise familiale. Il entre à la chambre de commerce en 1896.

## Action politique
Il est conseiller municipal de Bordeaux de 1884 sous le mandat du maire Alfred Daney, devenu par la suite son ami intime. Il démissionne du conseil municipal en 1902 durant le mandat de Paul-Louis Lande. Il est élu au conseil municipal en 1904 sur la liste d'Alfred Daney et accède à la fonction de maire en 1912.
Il est membre puis vice-président du conseil général de la Gironde, ainsi que Daniel Guestier, président de la chambre de commerce.
Charles Gruet est élu député le 3 septembre 1893, après sa victoire contre le socialiste Charles Bernard. Il occupe le siège d'Henri Aimelafille, député boulangiste, qui ne se représentait pas. Il est battu aux législatives de 1898 par le socialiste Charles Bernard.
En 1916, Charles Gruet décide le retour des foires-expositions régulières. Il réunit un comité d'organisation et un groupe de notables dont M. Callen. Le « comité de la foire de Bordeaux » est créé et il est présidé par Édouard Moulinié, importateur de charbon.

## Honneur et mémoire
- Officier de la Légion d'honneur
- Commandeur de l'ordre d'Isabelle la Catholique

Officier de la Légion d'honneur, commandeur de l'ordre d'Isabelle la Catholique, la ville de Bordeaux perpétue sa mémoire en donnant son nom à l'ancienne place Fondaudège. Sur cette place l'architecte Louis Garros (auteur de la fontaine du Parlement) créa une fontaine, petit temple circulaire coiffé d'un dôme en pierre. Cette fontaine est décorée d'une naïade sculptée par Louis Coëffard de Mazerolle (1818-1887, ancien élève de Maggesi).

## Sources
- « Charles Gruet », dans le Dictionnaire des parlementaires français (1889-1940), sous la direction de Jean Jolly, PUF, 1960 [détail de l’édition]